# Ina Spanier-Oppermann

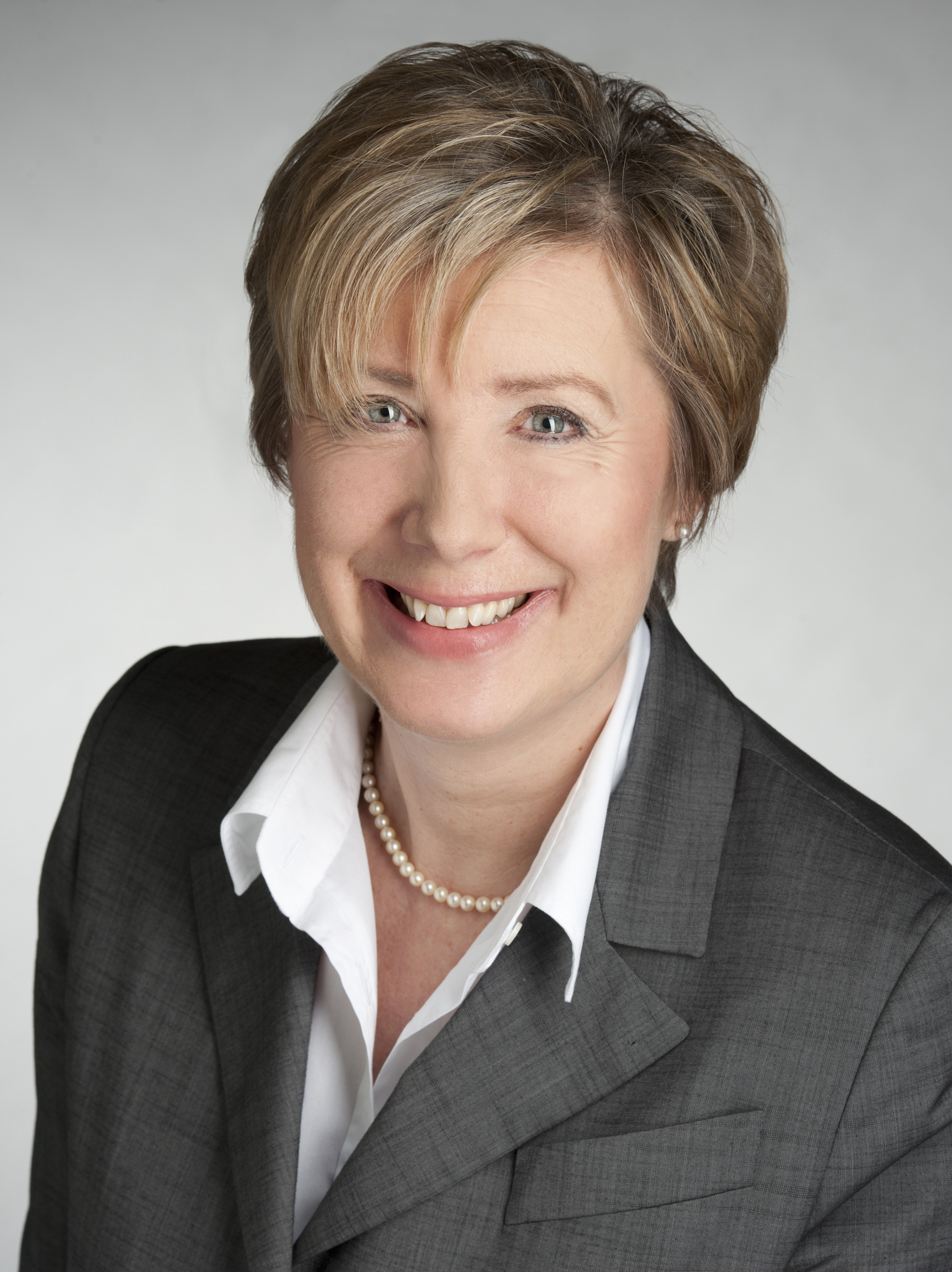
Ina Spanier-Oppermann (2014)

Ina Spanier-Oppermann (* 15. April 1962 in Gelsenkirchen-Buer als Ina Spanier) ist eine deutsche Politikerin der SPD. Sie war von 2012 bis 2022 Abgeordnete im Landtag von Nordrhein-Westfalen.

## Biografie
Spanier-Oppermann studierte nach dem Abitur bis 1992 Rechtswissenschaften. Anschließend war sie in verschiedenen Wirtschaftsunternehmen tätig, seit 2000 als Betriebsratsvorsitzende. Seit ihrer Heirat mit Ralf Oppermann trägt sie ihren heutigen Namen und ist seit 2006 Mutter eines Sohnes.

## Politik
Ina Spanier-Oppermann ist seit 2003 SPD-Mitglied. Der Bezirksvertretung Krefeld-Fischeln gehört sie seit 2009 an, den Vorsitz des dortigen SPD-Ortsvereins übernahm sie im März 2012. Bei der Landtagswahl in Nordrhein-Westfalen 2012 errang sie ein Direktmandat im Landtagswahlkreis Krefeld II. Im Juni 2012 wurde sie als stellvertretende Vorsitzende in den Vorstand des SPD-Unterbezirks Krefeld gewählt. Seit 2015 ist sie Mitglied im Rat der Stadt Krefeld. Bei der Landtagswahl am 14. Mai 2017 verlor sie ihren Wahlkreis an  Marc Blondin (CDU); sie zog über die Landesliste in den Landtag von Nordrhein-Westfalen ein.
Nach der Landtagswahl 2022 schied Spanier-Oppermann aus dem Landtag aus. Im Wahlkreis 48 (Krefeld I - Viersen III) unterlag sie der CDU-Kandidatin Britta Oellers, auch ihr Platz auf der Landesliste der SPD reichte nicht für den Einzug.